# Animals (singel Maroon 5)
Animals – drugi singiel promujący piąty, studyjny album grupy Maroon 5 zatytułowany V. Autorem utworu jest wokalista zespołu Adam Levine, Shellback i Benjamin Levin, natomiast produkcją utworu zajął się Shellback. Singel został wydany 22 sierpnia 2014 roku.

## Teledysk
Teledysk do utworu wyreżyserowany przez Samuela Bayera miał swoją oficjalną premierę 29 sierpnia 2014 roku. Głównymi postaciami w obrazie są Adam Levine oraz jego żona Behati Prinsloo. Pozostali członkowie zespołu (w tym Sam Farrar, który towarzyszy zespołowi jedynie podczas koncertów pojawił się pierwszy raz w teledysku) występują w niektórych scenach podczas występu w klubie.

## Notowania
Utwór osiągnął spory sukces w notowaniach na całym świecie. W notowaniu Billboard Hot 100 dotarł do 3 miejsca a w Kanadzie do 2 miejsca Canadian Hot 100. W większości krajów europejskich uplasował się w top 10, jedynie w Wielkiej Brytanii nie powtórzył sukcesu poprzedniego singla docierając do 27 miejsca.

## Certyfikaty
| Kraj                     | Certyfikat | Sprzedaż   |
| ------------------------ | ---------- | ---------- |
| Dania (IFPI)             | Platyna    | 30,000+    |
| Stany Zjednoczone (RIAA) |            | 1,000,000+ |
| Szwecja (GLF)            | Platyna    | 40,000+    |
| Włochy (FIMI)            | Platyna    | 30,000+    |

## Historia wydania
| Kraj              | Data             | Format                 | Wytwórnia |
| ----------------- | ---------------- | ---------------------- | --------- |
| Stany Zjednoczone | 22 sierpnia 2014 | Digital Download       | Universal |
| Włochy            | 7 listopada 2014 | Contemporary hit radio | Universal |